# Yulia Miloslavskaya

Yulia Miloslavskaya (2018)
(Foto: Akvilė Šileikaitė)

Yulia Miloslavskaya (* 22. November 1984 in Kasan, autonome Republik Tatarstan, Russland) ist eine deutsche klassische Konzertpianistin russischer Herkunft. Sie ist Korrepetitorin und Lehrbeauftragte im Fach Klavierspiel/Partiturspiel an der Zürcher Hochschule der Künste und lebt in Klettgau in Deutschland.

## Laufbahn
Yulia Miloslavskaya entstammt einer Musikerfamilie. Sie erhielt ihre Ausbildung von 1999 bis 2003 am Musikkollegium Kasan und danach am Staatlichen Moskauer P.-I.-Tschaikowski-Konservatorium (Klassen Prof. Naum Starkmann und Prof. Ruvim Ostrovsky) und von 2010 bis 2014 an der Zürcher Hochschule der Künste (Klassen Prof. Konstantin Scherbakov und Prof. Peter Solomon).
Sie nahm an zahlreichen Meisterkursen teil, so bei Christian Zacharias, Vera Gornostaeva, Lilya Zilberstein, Robert D. Levin, Dmitri Baschkirow, Homero Francesch, Henri Sigfridsson, David Zinman u. a.
Miloslavskaya spielte als Solistin mit der Jenaer Philharmonie, mit dem Kasan-Kammerorchester Romantik (Russland), mit dem Orchester und dem Pre-College Orchester der Zürcher Hochschule der Künste, mit dem Giraud Ensemble Chamber Orchestra u. a. Sie ist auch Mitglied verschiedener Kammermusikensembles, diverser Duette, Trios und anderer Formationen. Sie trat im Duo mit Emanuel Ax und Konstantin Scherbakov (Klavier), Alisa Weilerstein und Alexander Rudin (Cello), Martin Grubinger und Rainer Seegers (Schlagzeug), Kristján Jóhannsson und Christoph Homberger (Gesang), Ilya Gringolts und Andreas Janke (Violine) auf und spielt seit 2019 regelmäßig mit dem Cellisten Thomas Grossenbacher zusammen.
Als Solistin und Kammermusikerin nahm sie an Festivals wie am Rainbow 21 in der Suntory Hall Tokio, am Gstaad Menuhin Festival, an den Zürcher Festspielen, am BSI Engadin Festival, am Herbst im Kulturhaus Helferei in Zürich, am Musiksommer am Zürichsee und an den Pro Nota Konzerten Nordhorn teil. Sie konzertierte in Russland, Japan, in der Ukraine, der Schweiz, in Frankreich, Deutschland, Brasilien und Italien.
Sie gewann Preise bei verschiedenen renommierten internationalen Wettbewerben, darunter erste Preise 2004 am Adilia Alieva Wettbewerb, Gaillard, 2011 am Kiwanis-Wettbewerb, 2012 der Kiefer Hablitzel Stiftung, Bern, und 2013 am Concours Musical de France, Paris. Sie war 2010 Stipendiatin der Marguerite Meister Stiftung sowie 2011 und 2012 des Rahn-Kulturfonds.
Miloslavskaya ist Korrepetitorin und Lehrbeauftragte im Fach Klavierspiel/Partiturspiel an der Zürcher Hochschule der Künste. Sie lebt in Klettgau in Deutschland.

## Auszeichnungen
- 2004: 1. Preis am Adilia Alieva Wettbewerb, Gaillard
- 2005: Grand Prix am internationalen Wettbewerb Classics of the XXI century, Vorzel (Ukraine)
- 2006: 2. Preis am Jean Francaix Wettbewerb, Paris
- 2010: Stipendiatin der Marguerite Meister Stiftung
- 2011: 1. Preis am Kiwanis-Wettbewerb, Zürich
- 2011: 2. Preis am Landolt-Wettbewerb, Zürich
- 2011 und 2012: Stipendiatin des Rahn-Kulturfonds
- 2012: 1. Preis der Kiefer Hablitzel Stiftung, Bern
- 2012: 3. Preis am IBLA-Wettbewerb, Ragusa Ibla (Italien)
- 2013: 1. Preis am Concours Musical de France, Paris
- 2013: Sonderpreis Crescendo der Marguerite Meister Stiftung
- 2016: 1. Preis am Kiwanis Kammermusik-Wettbewerb, Zürich

## Diskografie
Die erste CD Novelettes mit den Werken von u. a. Frédéric Chopin, Franz Liszt, Claude Debussy und Sergej Rachmaninow wurde von Yartista im Jahr 2015 veröffentlicht. 2017 erschien das Album Primus u. a. mit dem 1. Klavierkonzert von Dmitri Schostakowitsch zusammen mit dem Giraud Ensemble Chamber Orchestra. Im Jahr 2019 wurde das Album Giraud Ensemble Chamber Orchestra mit dem Konzert für zwei Klaviere und Orchester von Francis Poulenc (zusammen mit Mischa Cheung) unter dem Label Solo Musica/Sony Music veröffentlicht.

## Persönliches
Yulia Miloslavskaya ist seit 2015 mit dem deutschen Dirigenten Sergey Simakov (* 1985 in Russland) verheiratet. Zusammen haben sie eine Tochter, Arina, die 2024 in der Berlioz International Music Competition den Platinum Prize in der Kategorie Prodigy (Alter 7 Jahre und jünger) gewann.